# Eparchia tobolska i tiumeńska
Eparchia tobolska i tiumeńska – jedna z eparchii Rosyjskiego Kościoła Prawosławnego, z siedzibą w Tobolsku. Jej obecnym (2022) ordynariuszem jest metropolita tobolski i tiumeński Dymitr (Kapalin), zaś funkcje katedry pełni sobór Mądrości Bożej i Zaśnięcia Matki Bożej w Tobolsku.

## Historia
Eparchia powstała w 1620 w celu prowadzenia działalności misyjnej wśród rdzennych ludów Syberii z inicjatywy współrządzących cara Michała I Romanowa oraz patriarchy moskiewskiego i całej Rusi Filareta. W 1667 na wielkim soborze moskiewskim ustanowiono w Tobolsku metropolię, jako że eparchia ciągle rosła stając się najrozleglejszą w ówczesnej Cerkwi rosyjskiej. Do połowy XVIII w. terytorium eparchii pokrywało się z terytorium guberni syberyjskiej i obejmowało cały Ural, Syberię i Daleki Wschód Rosji. W latach 80. XVII w. powstał sobór katedralny w Tobolsku – pierwszy obok miejscowego Kremla obiekt murowany za Uralem. Od XVIII w. eparchia prowadziła szeroko zakrojoną działalność misyjną i oświatową, którą zarzuciła dopiero po 1917. W latach 20. XX wieku większość cerkwi eparchii i wszystkie podległe jej monastery zostały zdewastowane i zamknięte. Realną działalność administratura wznowiła dopiero po zmianie stosunku władz komunistycznych do Rosyjskiego Kościoła Prawosławnego w okresie II wojny światowej; następnie została zlikwidowana i włączona do eparchii omskiej i tiumeńskiej. Do końca lat 80. w całym obwodzie tiumeńskim funkcjonowało osiem czynnych świątyń.
Eparchia została reaktywowana w 1990. W 2011 z jej terytorium wydzielone zostały eparchie chanty-mansyjska i salechardzka, a w 2013 – eparchia iszymska.
W styczniu 2014 w eparchia liczyła 114 parafii, zgrupowanych w trzech dekanatach: jałutorowskim, tiumeńskim i tobolskim. W tym czasie w administraturze działało 120 osób duchownych, w tym 55 zakonnych.

## Zmiany nazwy
- syberyjska i tobolska (1620 – 5 października 1768)
- tobolska i syberyjska (5 października 1768 – 1937)
- tobolska i tiumeńska (od 1990)[5]

## Biskupi tobolscy
- Cyprian (Starorusiennikow), 1620–1624
- Makary (Kuczin), 1624–1635
- Nektariusz (Telaszyn), 1636–1640
- Gerazym (Kriemlew), 1640–1650
- Symeon, 1651–1664
- Korneliusz, 1664–1677/1678
- Paweł, 1678–1692
- Ignacy (Rimski-Korsakow), 1692–1700
- Dymitr (Tuptało), 1701–1702
- Filoteusz (Leszczyński), 1702–1711
- Jan (Maksymowicz), 1712–1715
- Teodor (Leszczyński), 1715–1721, po ślubach wielkiej schimy, ponownie
- Antoni (Stachowski), 1721–1740
- Nikodem (Skrebnicki), 1740
- Arseniusz (Maciejewicz), 1741–1742
- Antoni (Narożnicki), 1742–1748
- Sylwester (Głowacki), 1749–1755
- Paweł (Koniuszkiewicz), 1758–1768
- Warłaam (Pietrow-Ławrowski), 1768–1803
- Antoni (Znamienski), 1803–1806
- Ambroży (Kełembet), 1806–1822
- Ambroży (Rożdiestwienski-Bieszczezierow), 1822–1825
- Eugeniusz (Kazancew), 1825–1831
- Paweł (Pawłow-Moriew), 1831
- Atanazy (Protopopow), 1832–1842
- Włodzimierz (Alawdin), 1842–1845
- Jerzy (Jaszczurżinski), 1845–1852
- Eulampiusz (Piatnicki), 1852–1856
- Teognost (Lebiediew), 1856–1862
- Warłaam (Uspienski), 1862–1872
- Efrem (Riazanow), 1874–1880
- Bazyli (Lewitow), 1880–1885
- Abrahamiusz (Letnicki), 1885–1889
- Justyn (Polański), 1889–1893
- Agatangel (Prieobrażenski), 1893–1897
- Antoni (Karżawin), 1897–1910
- Euzebiusz (Grozdow), 1910–1912
- Dionizy (Sosnowski), 1912, locum tenens
- Aleksy (Mołczanow), 1912–1913
- Barnaba (Nakropin), 1913–1917
- Hermogen (Dołganiow), 1917–1918
- Irynarch (Sinieokow-Andriejewski), 1918–1922, locum tenens
- Mikołaj (Pokrowski), 1922–1925
- Nazariusz (Blinow), 1925–1928
- Artemiusz (Iljinski), 1930–1937
- Aleksy (Pantielejew), 1946, locum tenens
- Antoni (Czeremisow), 1990[6]
- Ilian (Wostriakow), 1990
- Dymitr (Kapalin), od 1990[1]

## Monastery
W 2014 w eparchii działały 4 monastery:
- Monaster Abałackiej Ikony Matki Bożej „Znak” w Abałaku, męski
- Monaster Świętej Trójcy w Tiumeni, męski
- Monaster Narodzenia św. Jana Chrzciciela i Wprowadzenia Matki Bożej do Świątyni w Priirtyszskim, żeński
- Monaster Narodzenia Matki Bożej i św. Proroka Eliasza w Tiumeni, żeński